# 李树文 (政治人物)
李树文（1940年—2022年1月17日），辽宁北票人，汉族，中华人民共和国政治人物，中国共产党党员，第十一届全国人民代表大会天津地区代表。

## 生平
毕业于东北工学院钢铁冶金系。2008年，当选为全国人大教育科学文化卫生委员会副主任委员。
2022年1月17日于北京去世。